# Они сделаны из мяса
«Они сделаны из мяса» (англ. They're Made Out of Meat) — рассказ Терри Биссона, номинированный на премию «Небьюла». Впервые опубликован в журнале «Omni» в 1991 году. Рассказ полностью состоит из диалога между двумя персонажами, а на веб-сайте Биссона есть его театральная адаптация. Киноадаптация рассказа завоевала гран-при на кинофестивале «Музея научной фантастики» в Сиэтле.

## Сюжет
Рассказ построен в форме диалога двух существ о мясе. Эти два персонажа — разумные существа, способные перемещаться быстрее, чем свет. Они выполняют миссию «входить в контакт, приветствовать и регистрировать все разумные расы или всех мультисуществ в этом квадранте Вселенной». Авторский текст Биссона описывает их как «два огонька, порхающих подобно светлячкам среди звёзд» на проекционном экране. Они ненадолго задерживаются на своём причудливом открытии углеродной формы жизни, которую они недоверчиво называют «думающим мясом». Они решают «стереть записи и забыть обо всём этом», пометив Солнечную систему как «незанятую».

## Дополнительно
- Рассказ был включён в антологию 1993 года «„Медведи открывают огонь“ и другие истории» (англ. Bears Discover Fire and Other Stories)[6] и широко распространён в Интернете, что Биссон находит весьма «лестным»[5]. Его цитировали в познавательной, космологической и философской литературе[7][8][9].
- В 2006 году представленная англ. Stephen O'Regan's film экранизация рассказа победила на фестивале короткометражных фильмов НФ-жанра (англ. SF Short Film Festival) в Сиэтле.